# Mitznefet

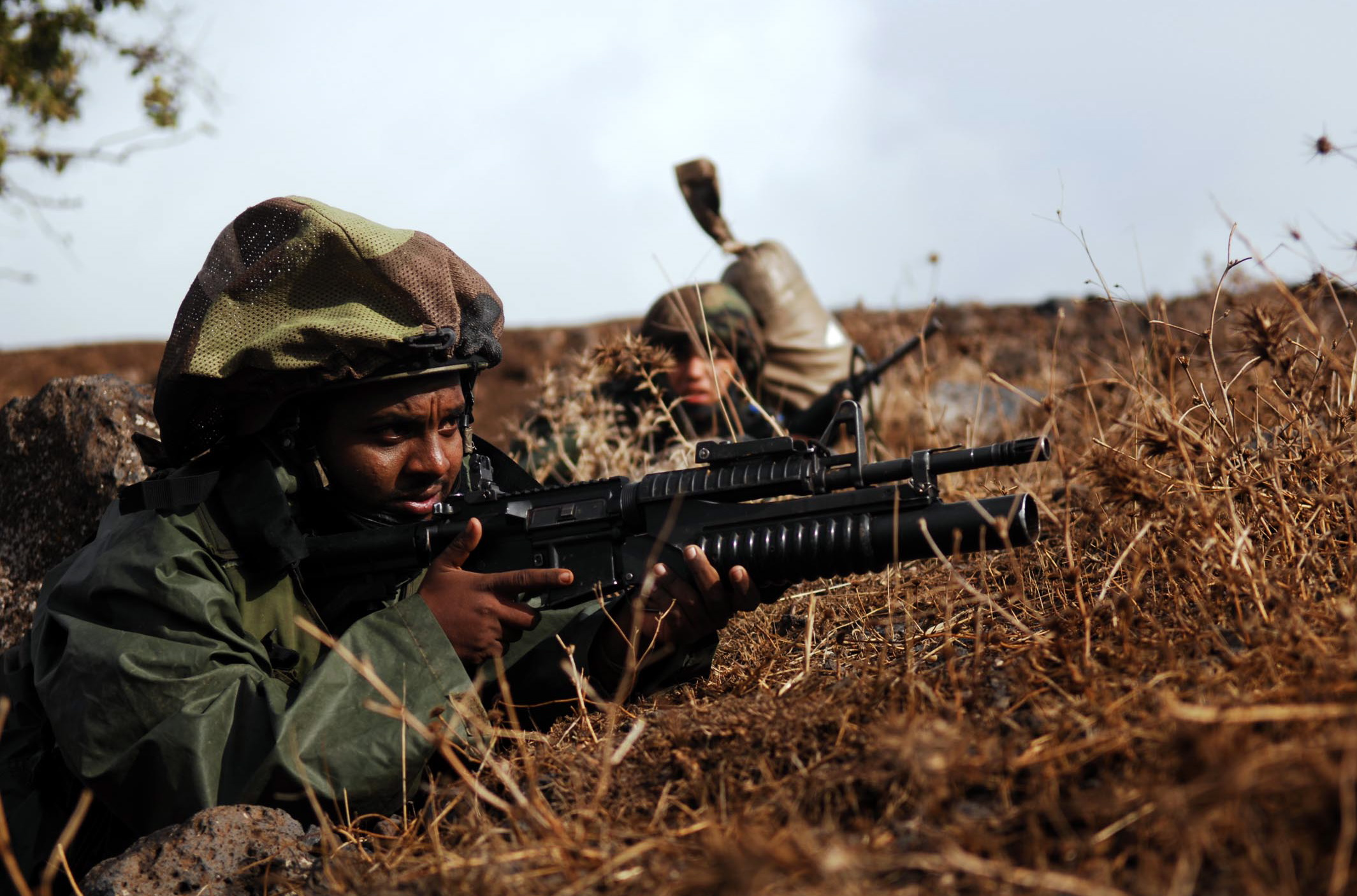
Soldat mit Mitznefet-Haube über seinem Helm

Das Mitznefet (Hebräisch: מִצְנֶפֶת) ist eine Tarn-Haube für einen Infanteriehelm, die in den Farben grün-braun als Buschfarben und grau-beige in Wüstenfarben wendbar ist. Die Soldaten der israelischen Streitkräfte sind seit 2006 damit ausgerüstet. Der Sinn dieser Haube besteht darin, die scharfe Kontur des Kopfes bzw. Helmes aufzubrechen und gegenüber dem Hintergrund verschwimmen zu lassen. Das erschwert besonders in der Dämmerung oder der Dunkelheit Scharfschützen und anderen Angreifern die Zielerfassung und verbessert somit die Tarnung des Trägers eines Mitznefets.
Der Name stammt vom gleichnamigen Turban, der von den Hohepriestern im Tempel von Jerusalem getragen wurde und auf Hebräisch „umwickeln“ bedeutet.